# Glaucocystis bullosa
Glaucocystis bullosa — прісноводний вид глаукофітових водоростей.